# 斉藤孝三
斉藤 孝三（さいとう こうぞう、1950年7月11日 - ）は、日本の工学者。ケンタッキー大学機械工学科教授。成蹊大学工学部卒業。同大学大学院博士課程修了。東京都出身。
江守一郎の教え子として模型実験理論を発展させた。

## 経歴
- 1975年 - 成蹊大学工学部機械工学科卒業。
- 1977年 - 成蹊大学大学院（修士課程）修了。
- 1980年 - 成蹊大学大学院（博士課程）修了。
- 1980年 - カリフォルニア大学サンディエゴ校研究生。
- 1981年 - プリンストン大学機械航空工学科研究員就任。
- 1986年 - ケンタッキー大学機械工学科助教授就任。
- 1993年 - ケンタッキー大学機械工学科教授就任。
- 2001年 - ケンタッキー大学機械工学科テネシーバレーオーソリティー(タイトル)教授就任。
- 2007年 - ケンタッキー大学工学技術研究所所長就任。
- 2023年 - ケンタッキー大学名誉教授。工学技術研究所終身所長。